# Chilicola cuzcoensis
Chilicola cuzcoensis är en biart som beskrevs av Michener 2002. Chilicola cuzcoensis ingår i släktet Chilicola och familjen korttungebin. Inga underarter finns listade i Catalogue of Life.